# Вестбю
Вестбю — комуна у Фолло у фюльке Акерсгус. Вона розташована біля Осло-фіорду та межує з комунами Ос, Фроґн, Мосс, Індре Естфолл і Волер. Більшість жителів проживає в адміністративному центрі комуни Вестбю та у місті Сон. Інші населені пункти комуни — Голен, Гвітстен, Кйєнн і Гардер. Через комуну проходить автошлях E06, а залізнична лінія Естфолда має станції у Вестбю та Сон.

## Історія
Археологічні розкопки показали, що поселення у Вестбю з'явилося ще за періоду Нестведта, тобто приблизно від 6000 — 4000 років до нашої ери. Ближче до кінця кам'яного віку, за пару тисяч років до нашої ери, у Вестбю починає розвиватися землеробська культура, а десь у бронзовому віці, між 1800 і 500 роками до н. е., на півночі з'являється великий первісний хутір, бир — сукупність багатьох хат. Потім його було розділено на чотири; Вестбю, Сундбю, Нордбю та Остбю. У всіх хуторах були великі кургани залізного віку. На схід від центру Вестбю в Нордбю-Горді, в декількох кроках від ратуші, розташована могила залізного віку.

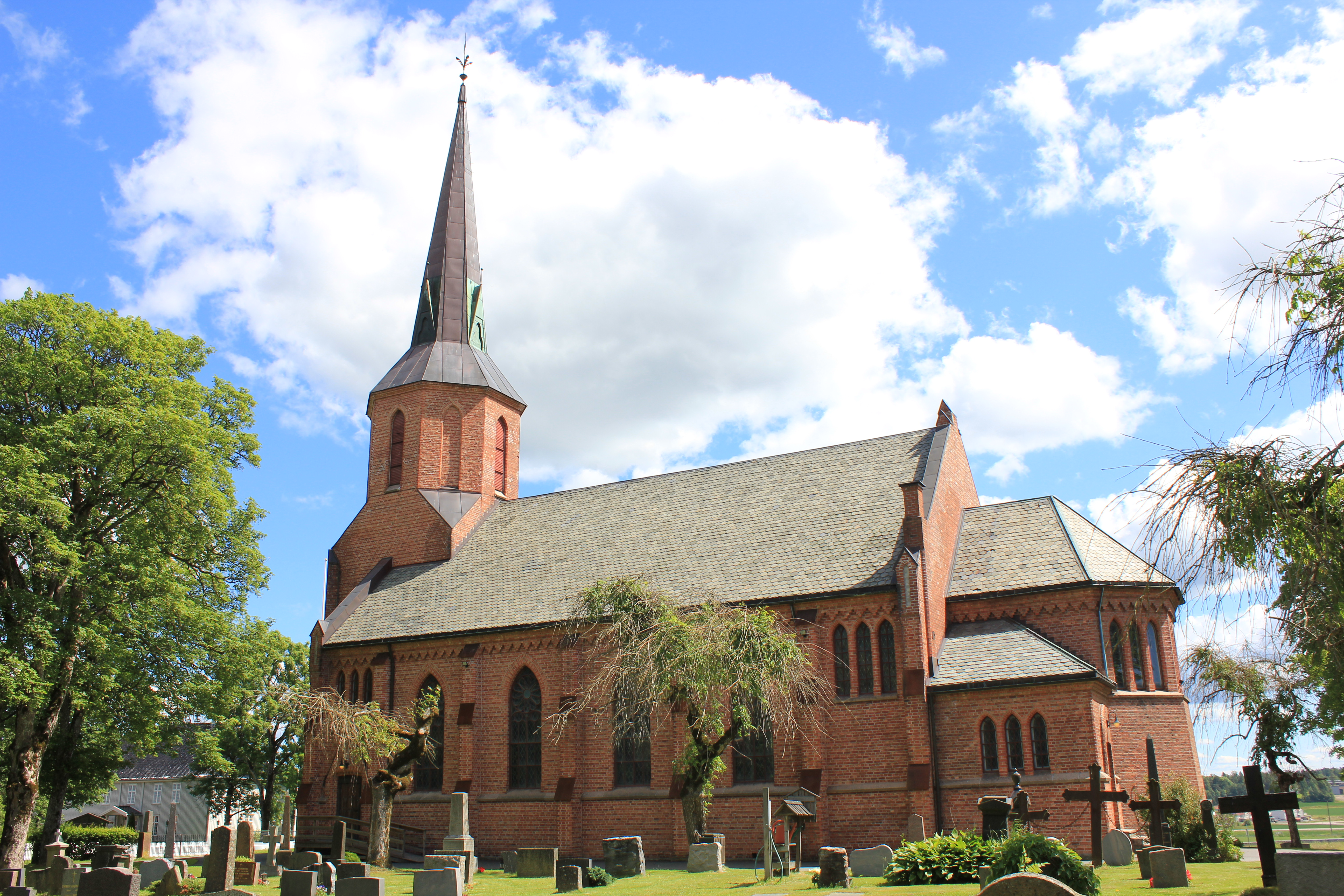
Церква Вестбю

В 1879 році, коли на території сучасної комуни була побудована залізниця, там, де вона перетинає Королівську дорогу Фредріксхальда, при станції виросло місто. Збудовано млин, банк, купецькі садиби, школу. У 1897 році було побудовано Grostad Dampsaw and Planer. Трохи на південь від центру знаходиться Ферма Сандбю. З 18 століття і до 1870 року тут була корчма. Свого часу фермою володів селянський отаман і політик Джон Сундбі. У 1943 році місто Голен було включене до комуни. Це рішення було затверджене вже після закінчення Другої світової війни, оскільки такі рішення, прийняті в роки війни, вважалися недійсними. 1965 року приєднано місто Сон.

## Демографія
У комуні Вестбю станом на 1-й квартал 2022 року проживає 18 730 жителів, що становить 140 жителів на км², порівняно зі 103,5 жителів на км² у фюльке Акерсхус. 84 % населення комуни живуть у густонаселених районах. Частка дітей та молоді в комуні (0-17 років) становить 25,4 %, що є подібним до середнього по країні. 2,7 % старше 80 років. Близько 10 % мають іммігрантське походження. Численність населення у комуні постійно зростає. Вестбю увійшла до числа 15 комун країни з найбільшим процентним приростом населення між 2016 і 2017 роками, який становить 2,7 %.
Станом на кінець 2023 року населення комуни зросло до 19 493 жителів. У 2023 році народилося 152 дитини, а 116 людей померло.
| Походження | Кількість |
| ---------- | --------- |
| Польща     | 377       |
| Швеція     | 206       |
| Ірак       | 129       |
| Сомалі     | 119       |
| Німеччина  | 117       |
| Пакистан   | 113       |
| Косово     | 108       |
| Данія      | 104       |
| В'єтнам    | 99        |
| Філіппіни  | 96        |

## Герб
На гербі Вестбю зображено три золоті хрести на червоному тлі. Вони представляють три парафії в комуні: Вестбю, Сонер і Гардер. Золотий і червоний кольори є королівськими кольорами Норвегії.

## Центр міста Вестбю
Центр міста Вестбю — це невелика територія з ратушею та історичним кварталом у центрі. Тут також розташовано залізничний вокзал, торговий центр «Alti Vestby» та різноманітні магазини.

## Транспорт

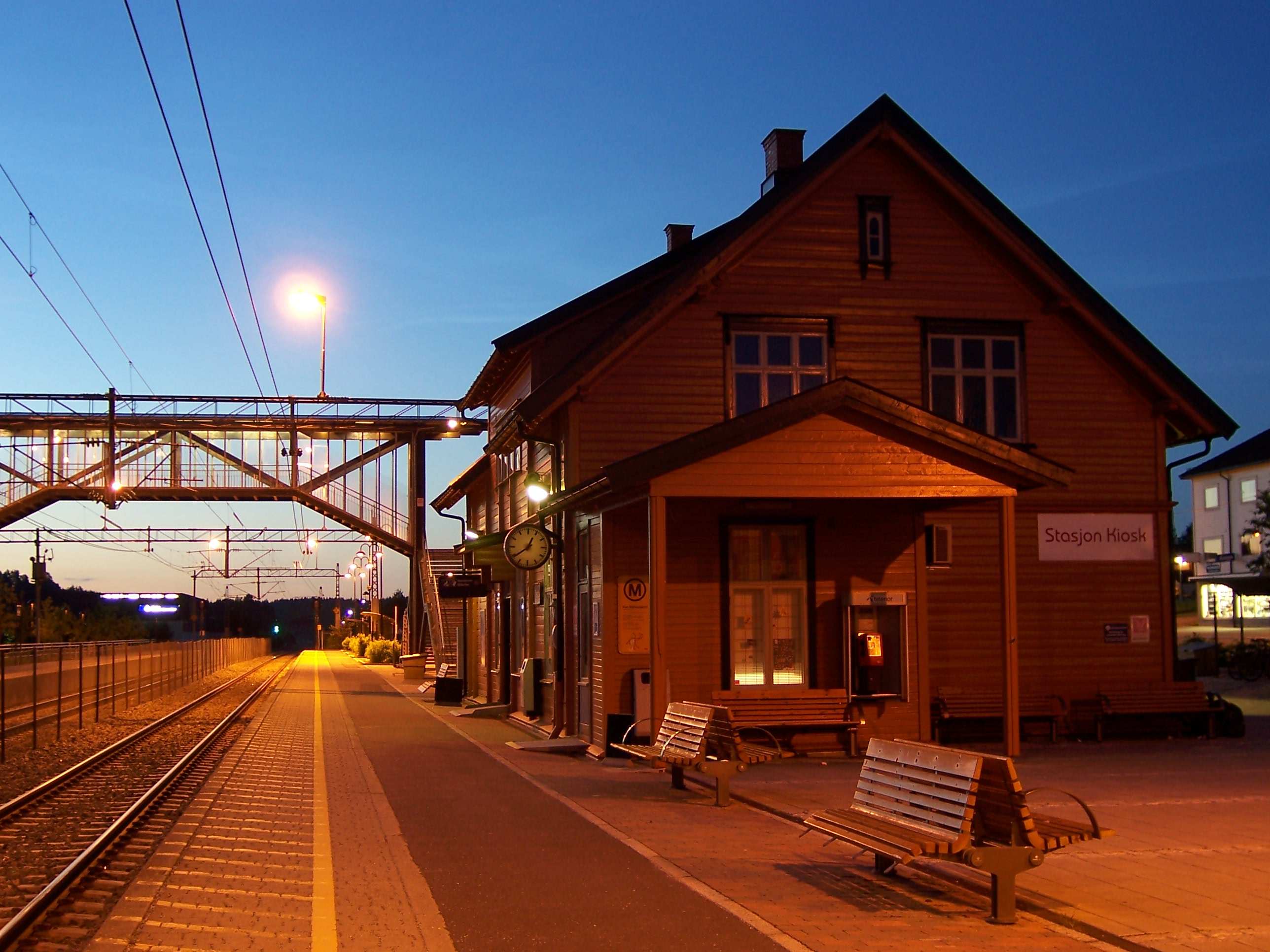
Станція Вестбю

### Поїзд

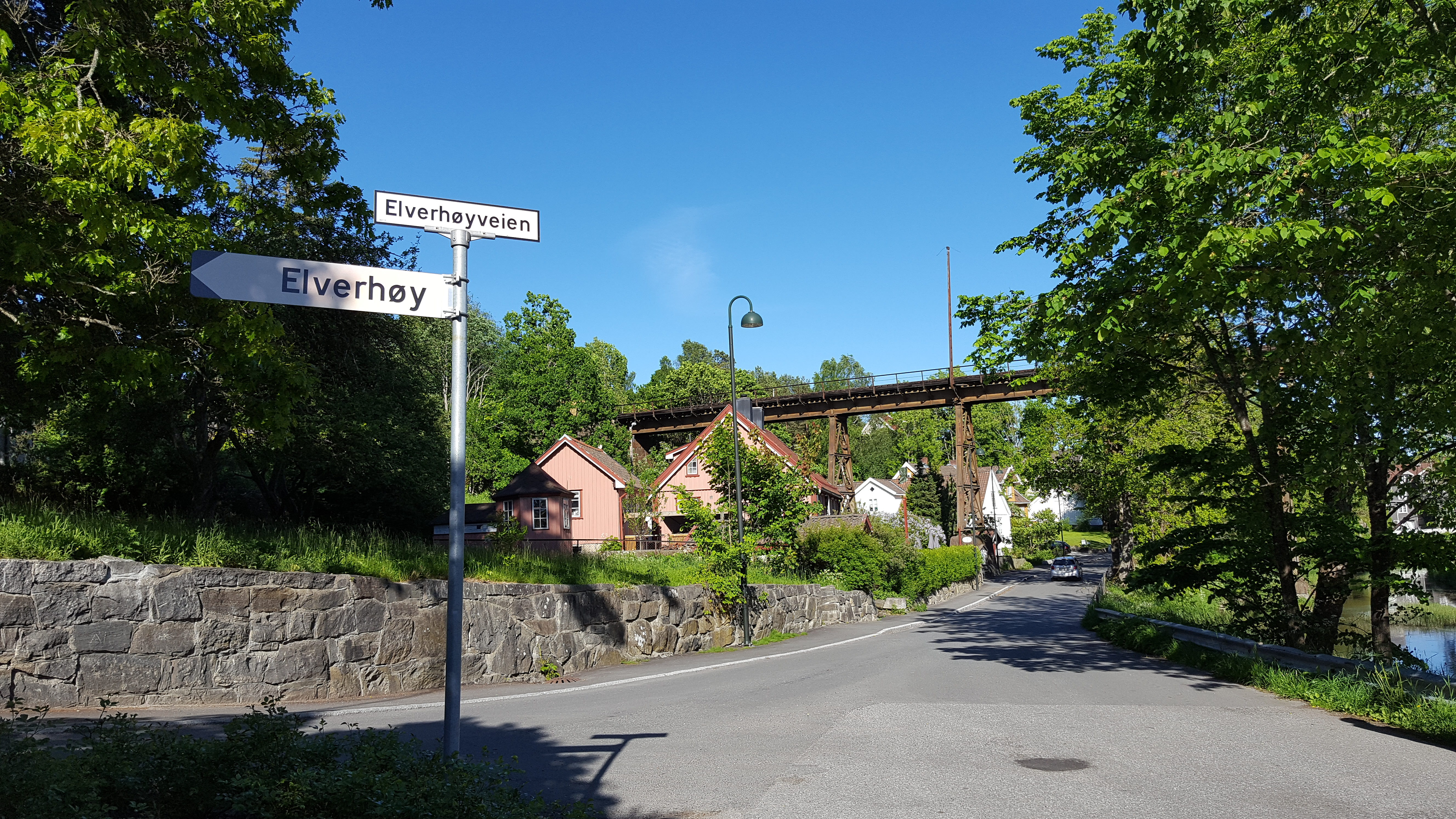
Голен зі старим залізничним мостом на задньому плані

У комуні Вестбю розташовано дві станції; станція Вестбю знаходиться в центрі міста Вестбю, а станція Сонсвейен — на схід від автошляху E6 і на південь від Голена. Станції обслуговуються лінією Vy R21 між Моссом і Стабекком, де поїзди проходять кожні пів години. У годину пік станцію Вестбю обслуговує R23x між Осло-Центральне та Мосс. На станціях Вестбю і Сонсвейен зупиняється останнє щоденне відправлення на лінії Vy RE20 з Осло до Галдена. Станція Вестбю була відкрита в 1879 році, коли була введена в експлуатацію західна лінія Естфолдської залізниці. Станція Вестбю перебудована та модернізована в 1996 році у зв'язку із завершенням будівництва подвійної колії між Скі та Сандбукта. У тому ж році була відкрита станція Сонсвейен, яка замінила колишні станції в Голен і Сонер. Через розвиток подвійної колії між Скі та Сандбукта, залізничний маршрут між Кьєнном і Сонером був змінений і сьогодні пролягає паралельно до E6. Старий залізничний маршрут було перетворено на пішохідну та велосипедну доріжку від Голену і на південь до станції Сонсвейен, він отримав назву норв. Smålensbanen. Поблизу Голена зберігся старий віадук, де раніше проходила залізниця.

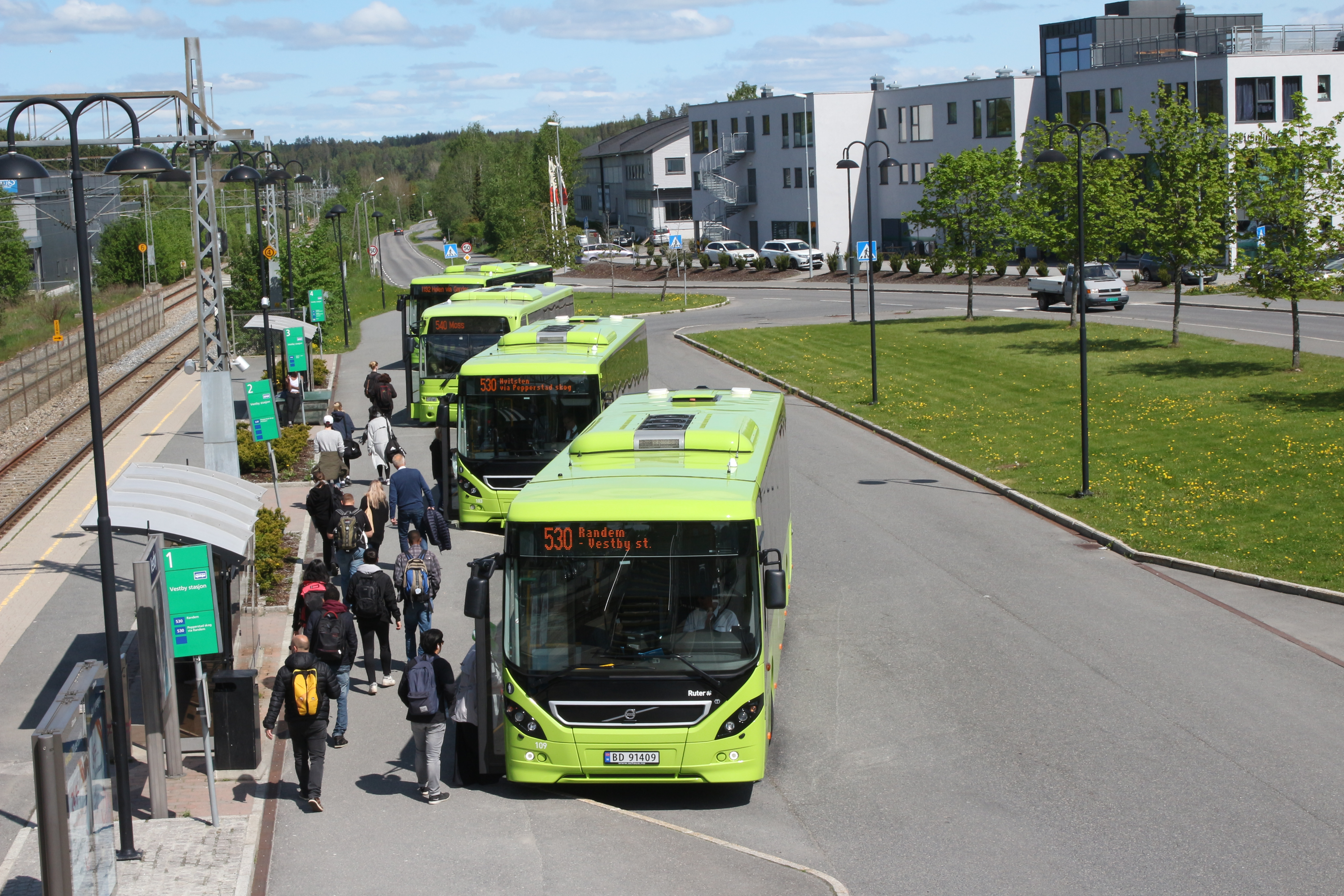
Станція Вестбю

### Автобус
Вестбю має кілька автобусних маршрутів, які з'єднують комуну: Повітовий муніципальний транспорт:
- 530 Вестбю — Ґренберг
- 531 Лінія на замовлення: Вестбю — Тейген
- 532 Лінія на замовлення: кільце Гвітстена
- 533 За потребами
- 540 Вестбі — Мосс
- 540N Нічний автобус: Осло — Сон
- 545A Сон (кільце за годинниковою стрілкою)
- 545B Сон (кільце проти годинникової стрілки)
- 1132 Шкільний автобус: Вестбю — Голен
- 1171 Шкільний автобус: Вестбю — Дирлокке

Комерційний рух:
- FB11 Автобус до аеропорту: Фредрікстад — аеропорт Осло
- FB12 Автобус до аеропорту: Фредрікстад — аеропорт Осло

### Дороги
Чотирисмугова автомагістраль E6 проходить прямо через комуну з півночі на південь і з'єднує її на північ з Осло та рештою центральних внутрішніх районів і на південь з Естфоллом та рештою континентальної частини країни. На крайній півночі комуни є виїзд на так званий Вестбю Північний. На півдні є виїзд на Сон. Сучасна автомагістраль E6 була завершена в 1999 році, а на південь від виїзду на Вестбю Південь є дорога до старої E6, яка також пролягала прямо через комуну.

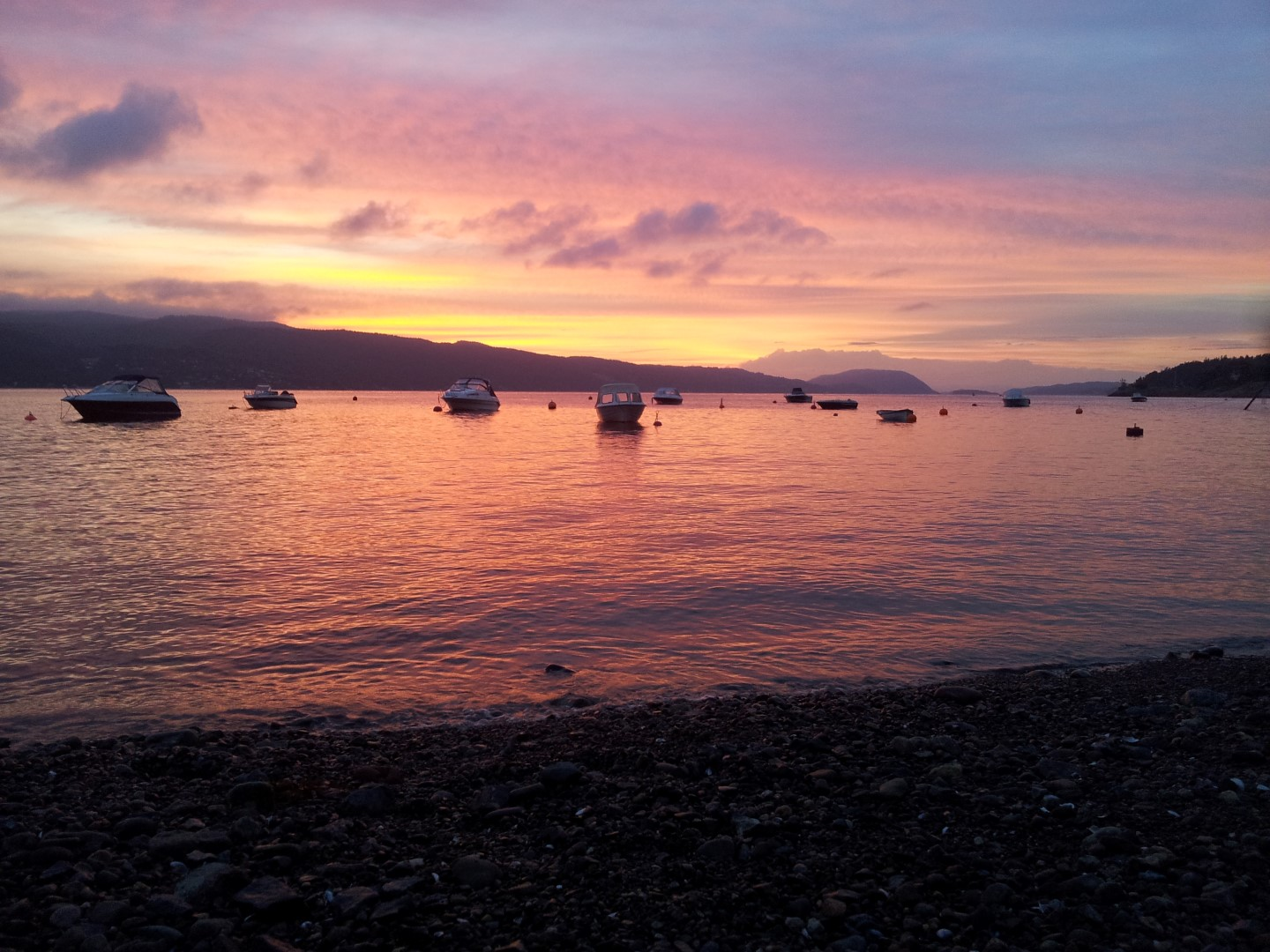
Вид на Осло-фіорд на південь від Гвітстена

### Човнове сполучення
У період з березня по жовтень човнова лінія B21 Ruter курсує за маршрутом (Сон -) Дробак — Акер Брюгге. Човен зупиняється на кількох зупинках, включно з Оскарсборг, і пропонує унікальну подорож Осло-фіордом.

## Природа

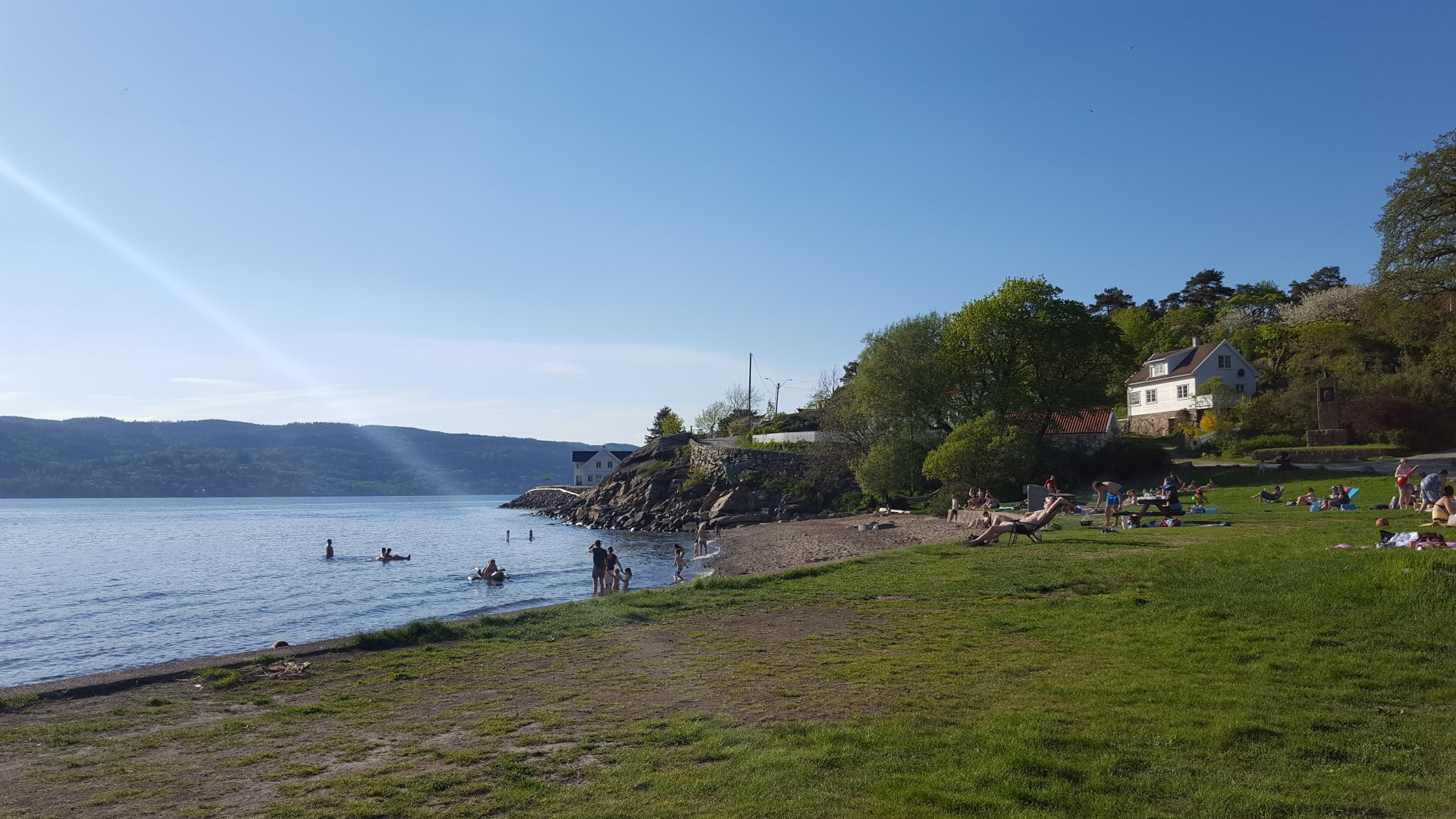
Кам'яний пляж

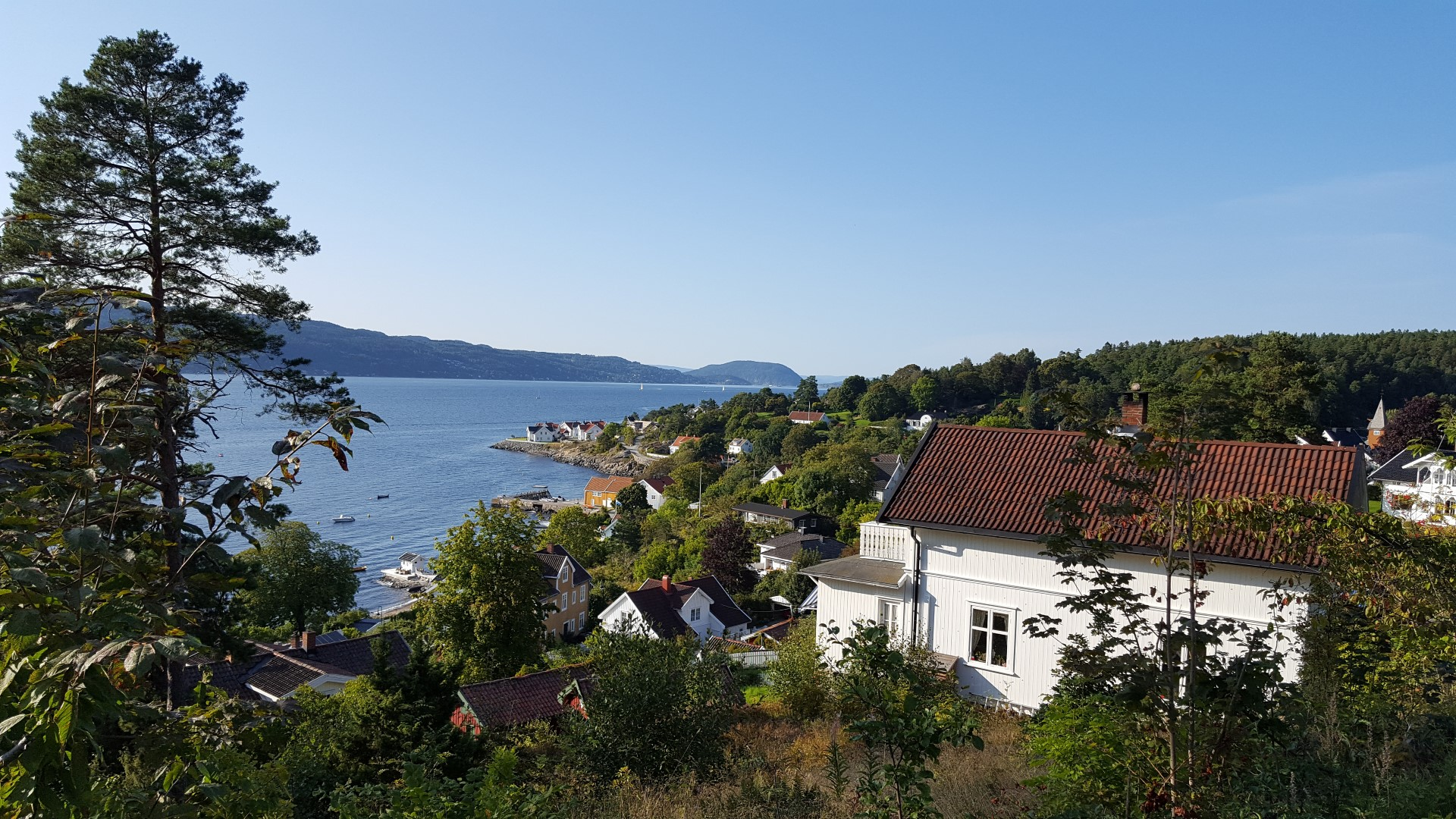
Вид на Гвітстен

Комуна має довгу берегову лінію з кількома пляжами. Найвідоміші — Гвітстен, Еммерстад, Крокен, Гульвік, Кьовенген і Сон. У комуні також створено прибережну доріжку, яка проходить через усю територію, прокладено також і велосипедні доріжки.
Найбільшим озером комуни є Кьєннстьєрнет. Водойма має цікаву особливість, а саме плаваючі острови. Найбільший з них має розмір приблизно 20х60 метрів. Іноді він застрягає то на одному, то на іншому кінці озера, і може здаватися частиною суходолу. Виходити на острови заборонено.

## Клімат
Літо переважно хмарне, а зима затяжна, сніжна і холодна.
| Нормалі для Вестбю (75 м.) | січень | лютий | березень | квітень | травень | червень | липень | серпень | вересень | жовтень | листопад | грудень | рік |
| -------------------------- | ------ | ----- | -------- | ------- | ------- | ------- | ------ | ------- | -------- | ------- | -------- | ------- | --- |
| Нормальна температура (°C) | −4,6   | −4,6  | −0,6     | 4.2     | 10.3    | 14.8    | 16.1   | 14.9    | 10.7     | 6.4     | 0,6      | −3,2    | 5.4 |
| Опади (мм)                 | 55     | 39    | 51       | 41      | 60      | 66      | 77     | 86      | 92       | 103     | 83       | 58      | 810 |

## Культура
У 2019 році у Гвітстені відкрито Рамме гард з таверною, готелем, художніми виставками, лавкою з продуктами місцевого виробництва. Окрім цього там є сад, театр, місце для концертів, курсів та лекцій. Серіал «Наступного літа» знімався у Гвітстені. Відомими музичними гуртами Вестбю є The Dirty Callahans, Oslo Ess і Lame Ducks.

## Відомі мешканці Вестбю

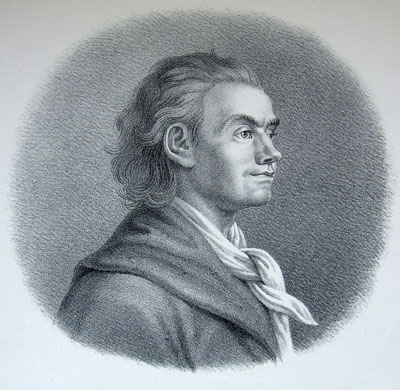
Йоган Герман Вессель

- Йоган Герман Вессель (1742—1785) — письменник, виріс у Вессельстуні
- Каспар Вессель (1745—1818) — математик, виріс у Вессельстуні
- Джон Сандбі (1880—1972) — парламентський представник (Центристська партія) 1922—1945
- Рудольф Олсен (1882—1951) — судновласник
- Гелен Бостеруд (1940-) — парламентський представник (Норвезька робітнича партія) 1977—1993, міністр юстиції 1986—1989
- Елі Енн Ліннестад (1944 —) — актриса
- Свенд Вам (1946—2017) — кінорежисер
- Петтер Олсен (нар. 1948) — інвестор
- Ліза Гаудернак (1949-) — кераміст
- Тронд Андре Болле (1968—2010) — норвезький офіцер і солдат спеціального призначення
- Сірена Сандбі (1982 —) — норвезька морячка

## Міста

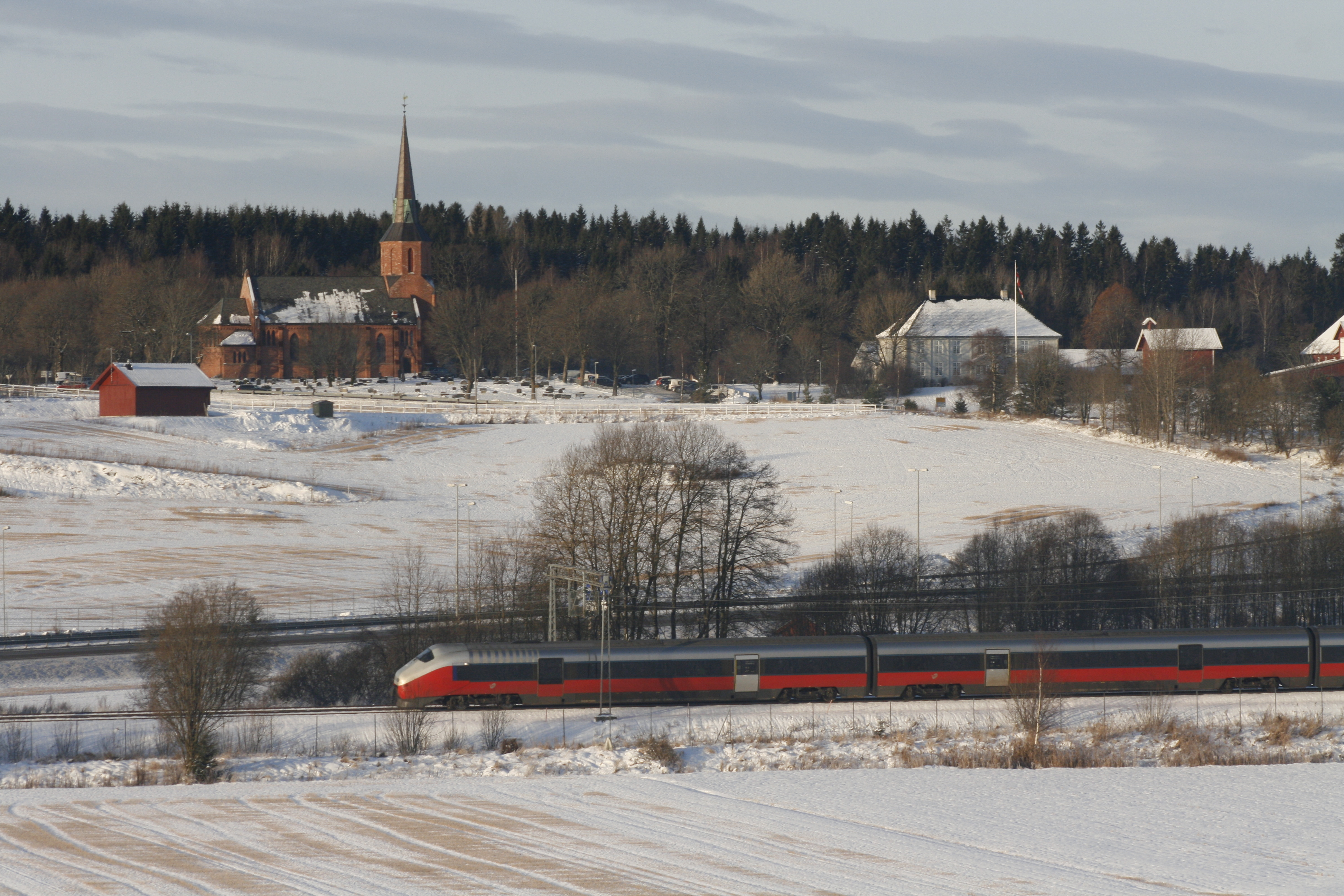
Місто Вестбю

- Вестбю, включаючи Пепперстад Ског, Рандем, Соле Ског, Гвітстен, Гардер і Кьєнн, 8 334 жителі
- Частина Мосс у комуні Вестбю, тобто Сон, 6 581 житель
- Голен, 1 102 жителі
- Бйєркескауг, 204 жителі

## Комуни-побратими
Вестбю є побратимом з такими комунами:
- Вара в лені Вестра-Йоталанд у південно-західній Швеції

## Школи

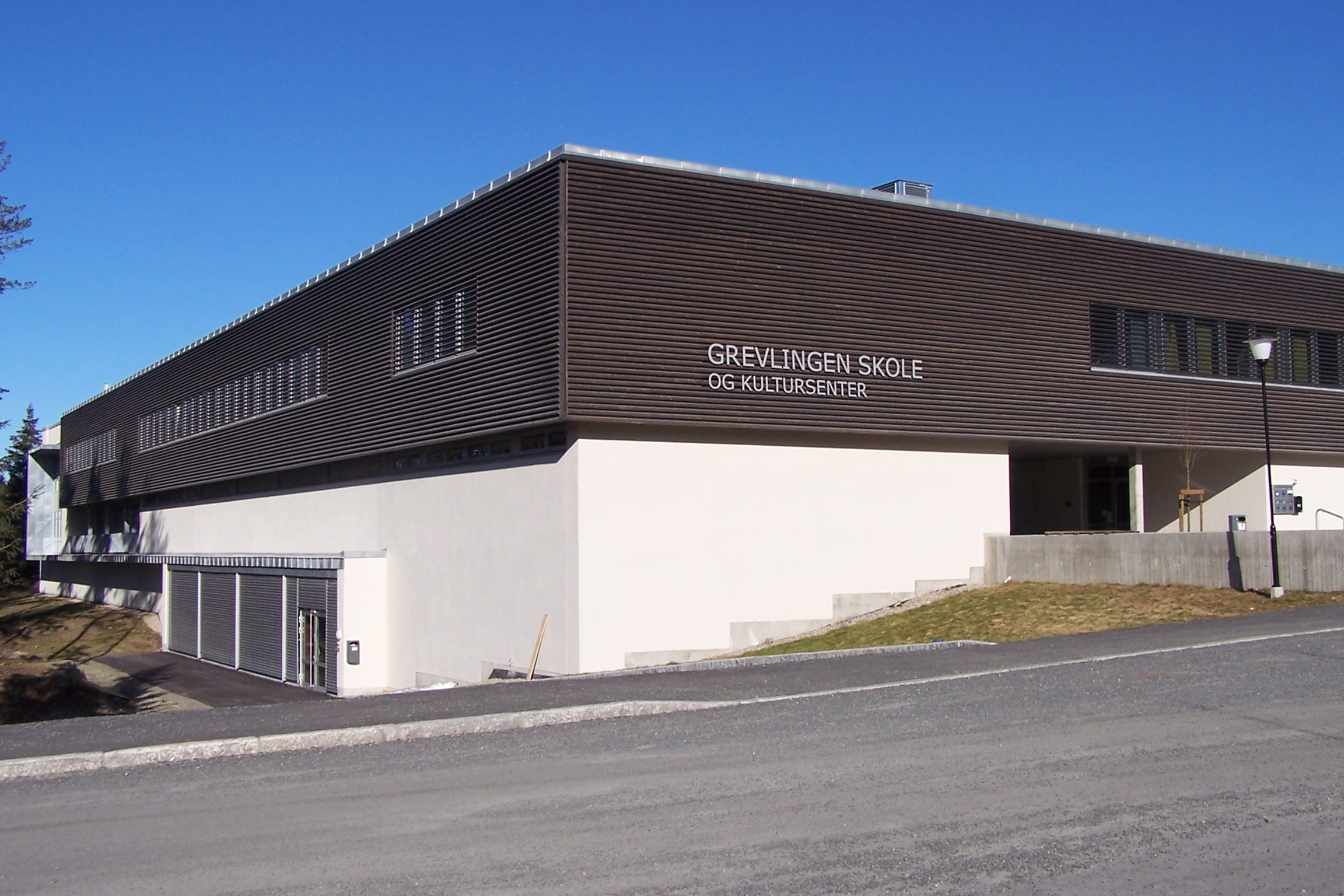
Школа Гревлінген

- Школа Вестбю
- Школа Голен
- Школа Бйорлієн
- Школа Бревік
- Школа Сон
- Молодша середня школа Вестбю
- Гревлінгенська середня школа
- Вестбська гімназія
- Фолло Фолькехогсколе

## Галерея

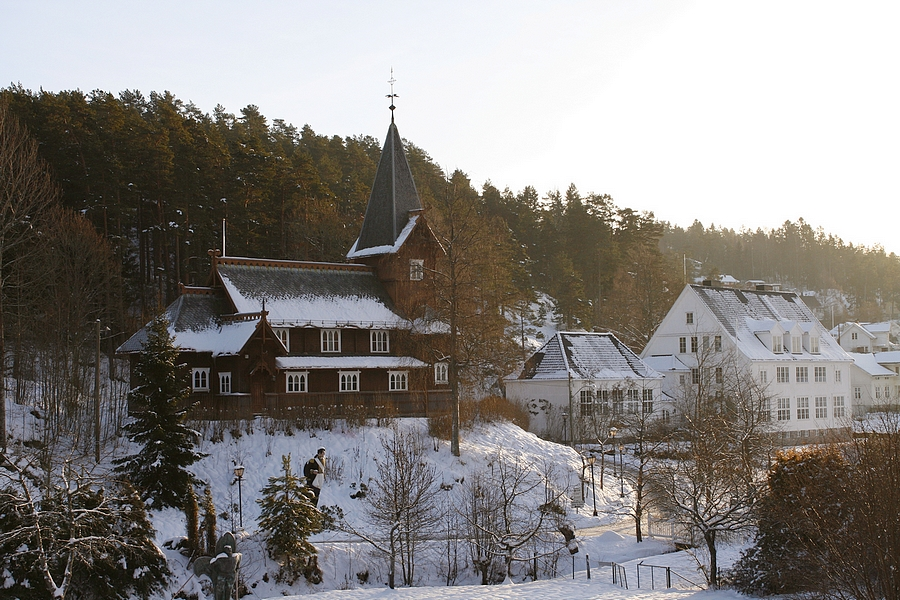
Каплиця і школа Гвітстен
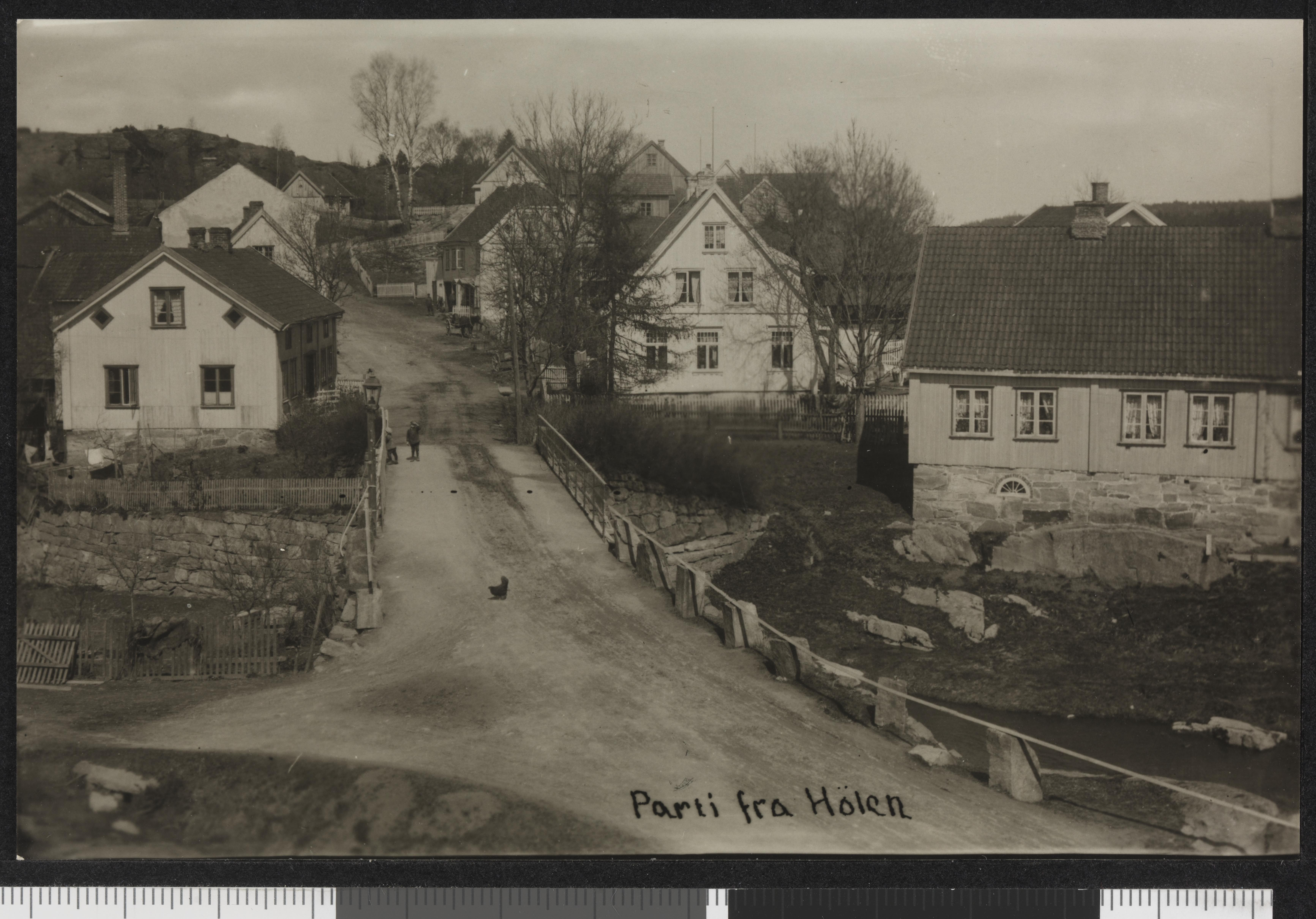
Голен у XX столітті
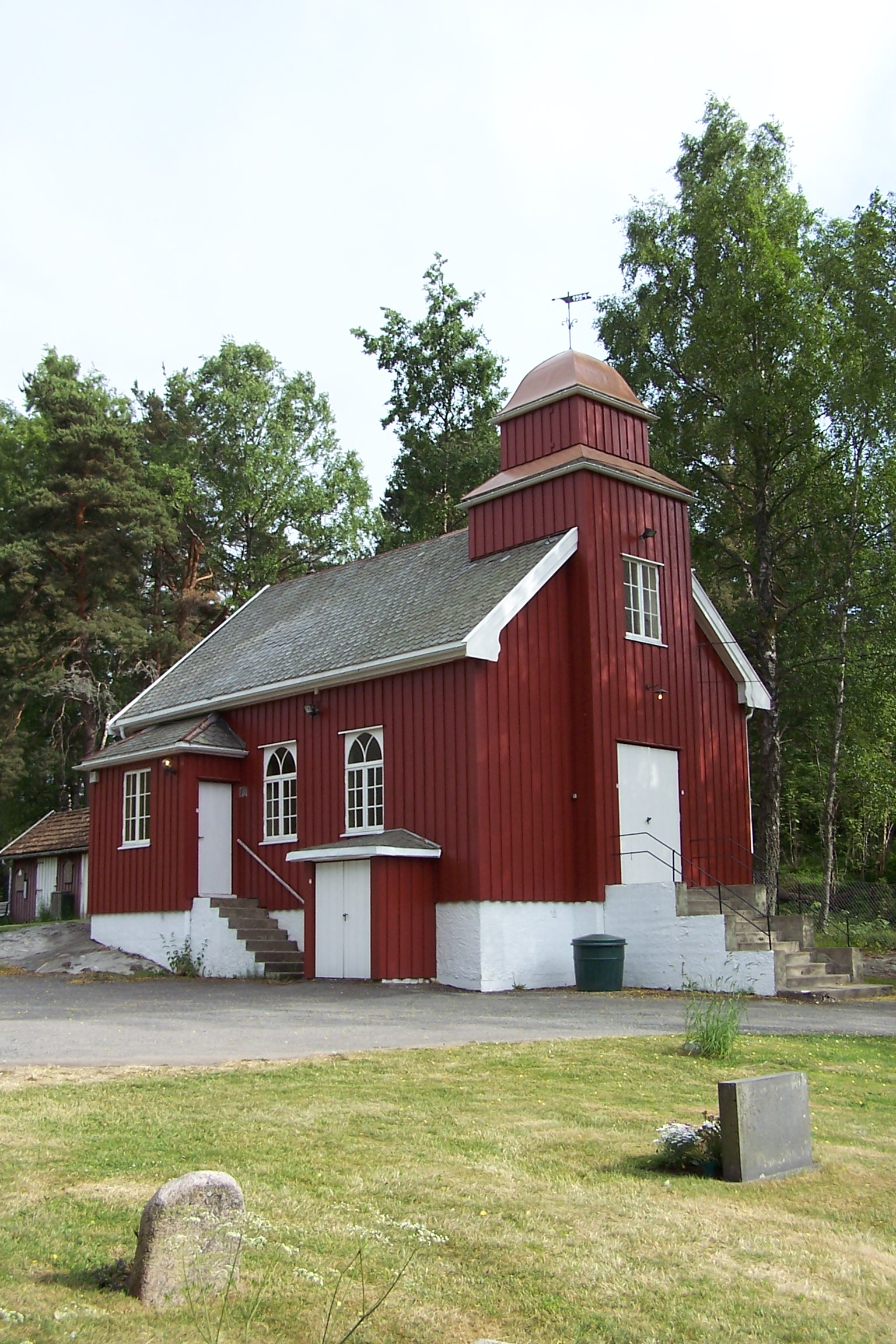
Каплиця Стрьомбротен
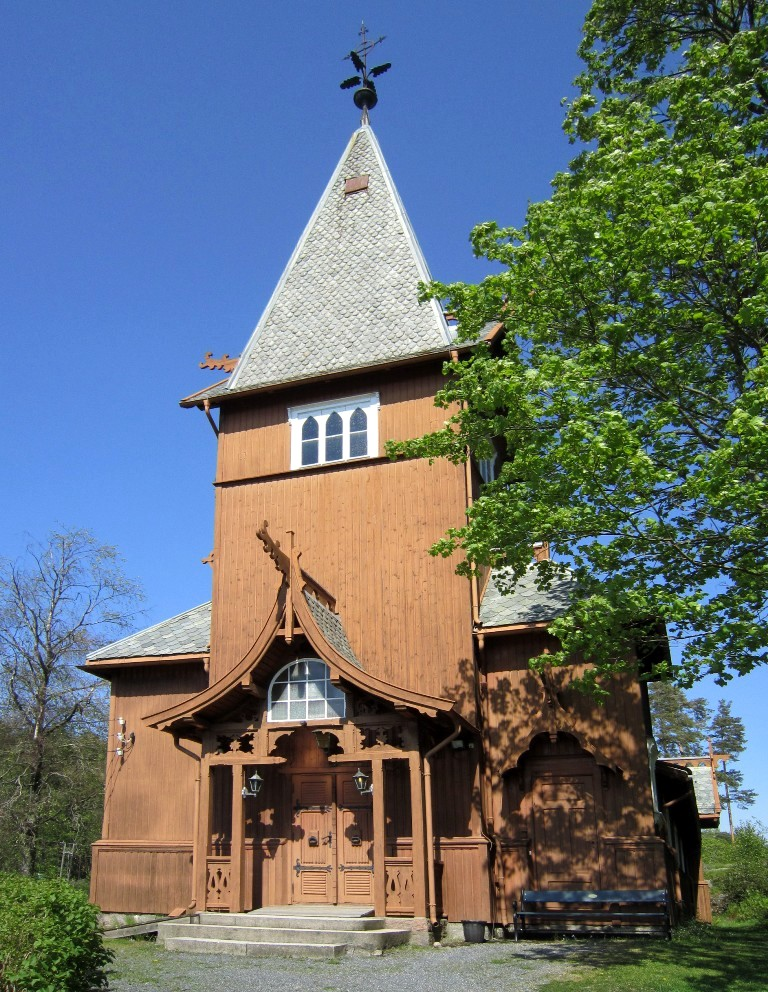
Церква Гвітстен
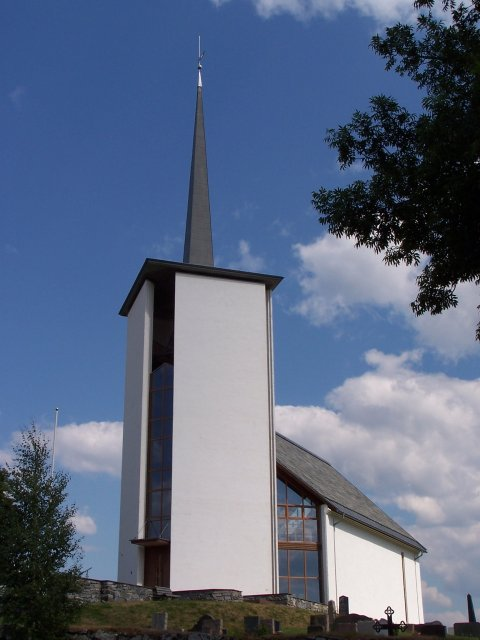
Сонерська церква
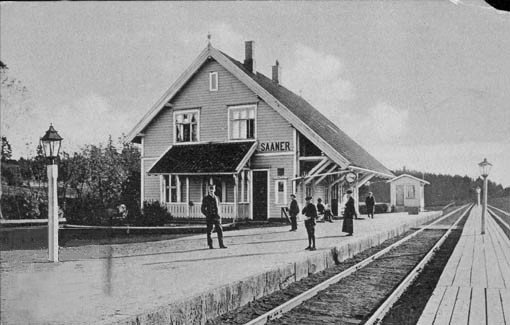
Станція Сонер у 1910-х роках
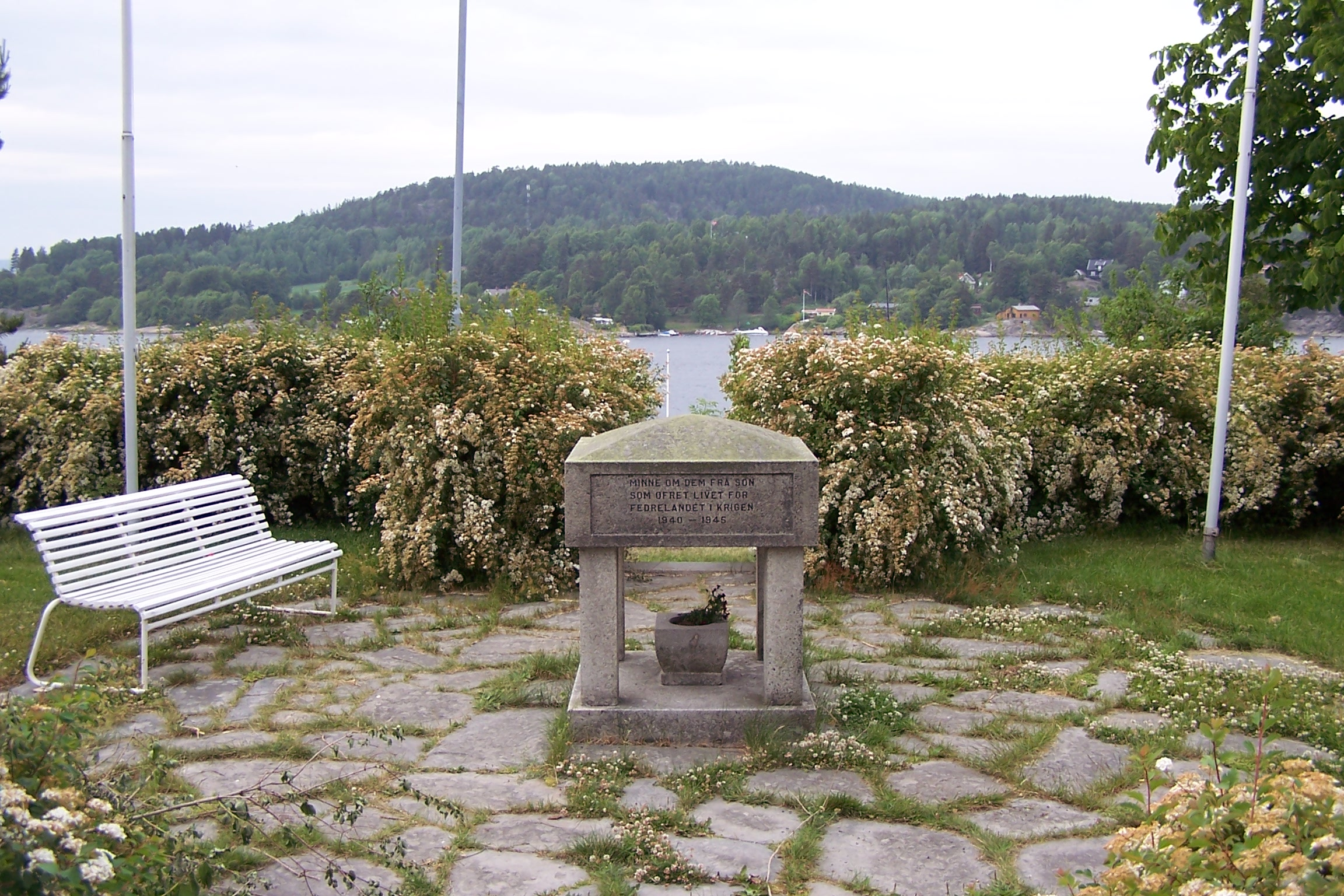
Меморіал Другої світової у місті Сон
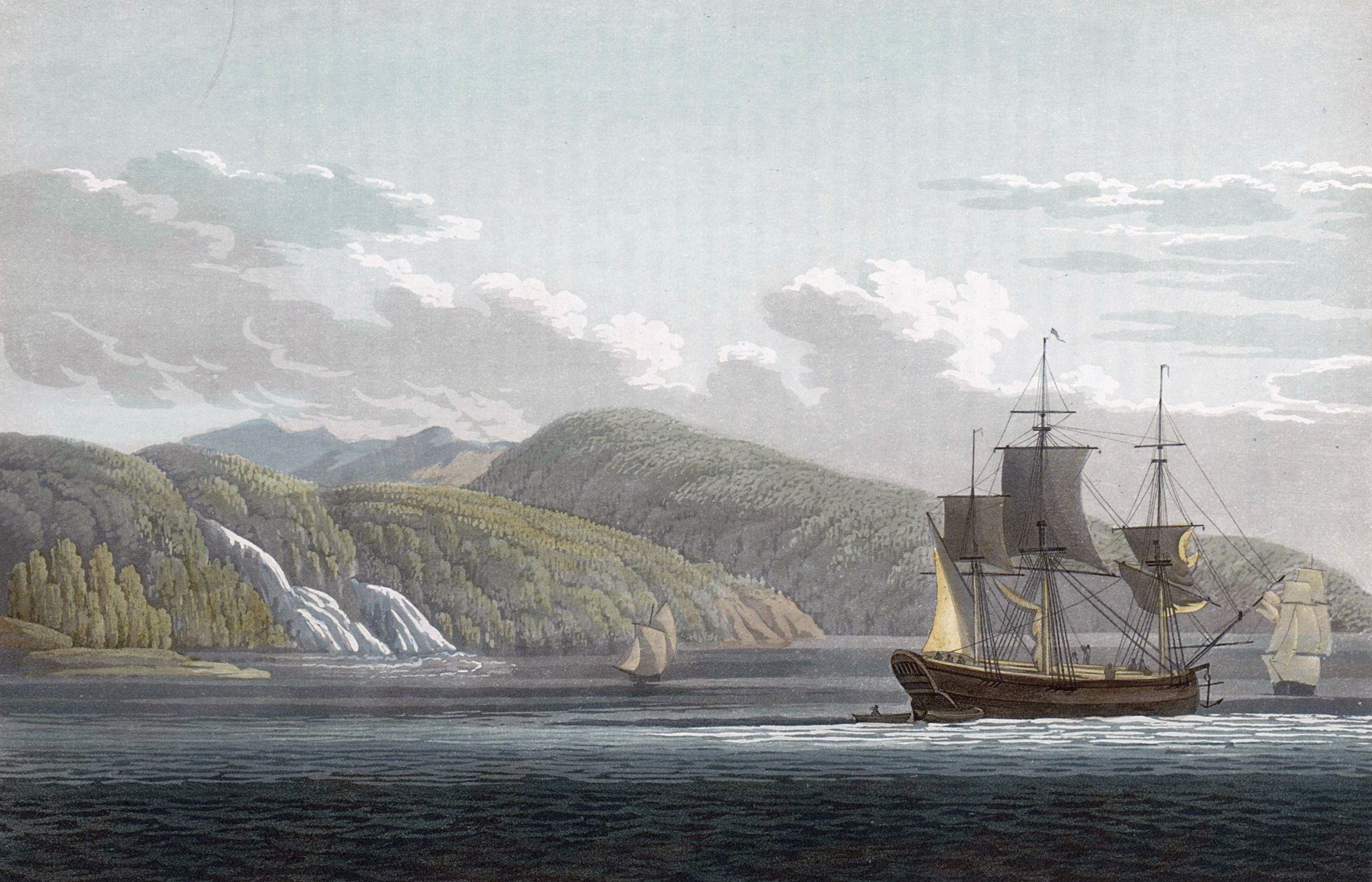
Водоспад Солеберг (картина)
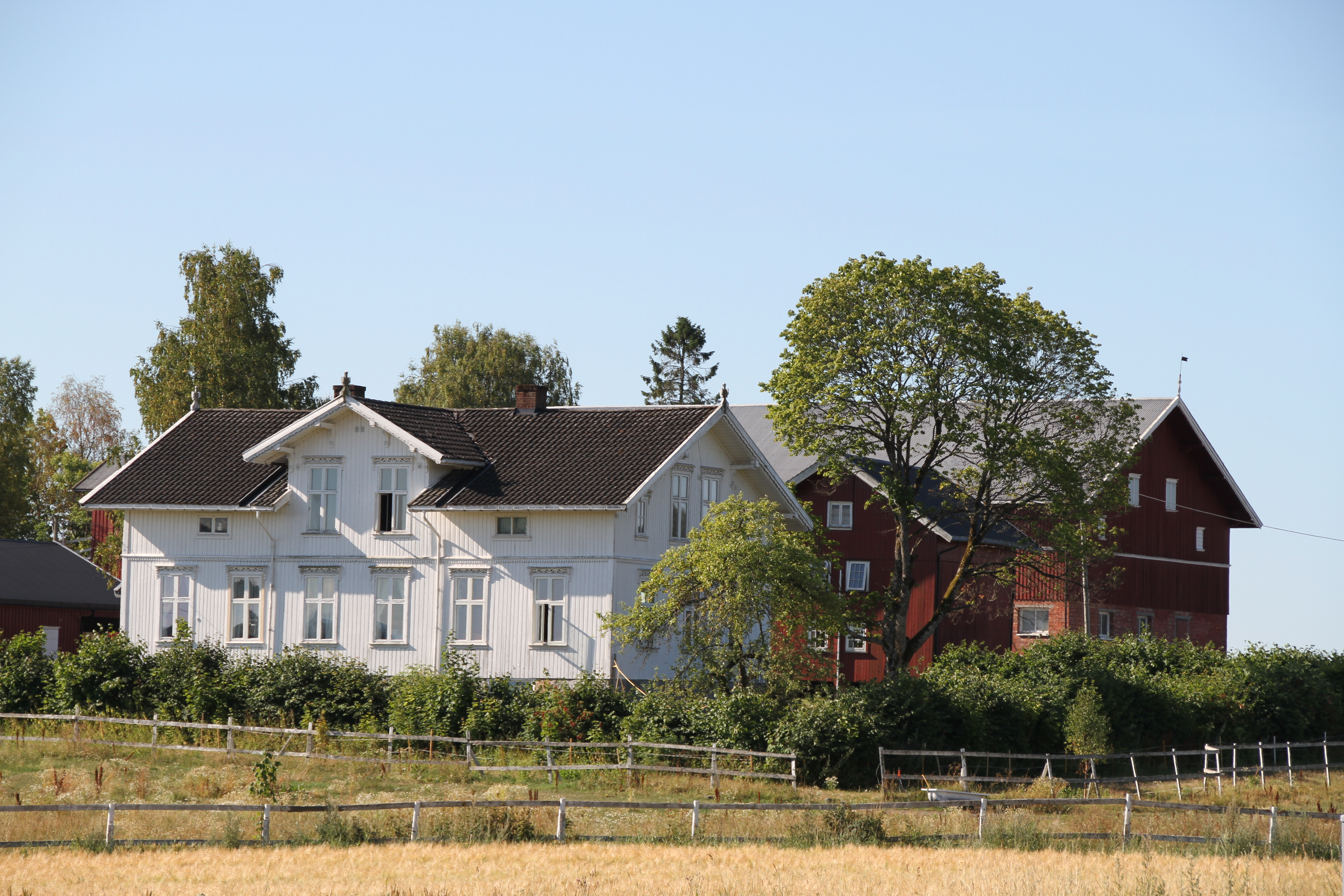
Ферма
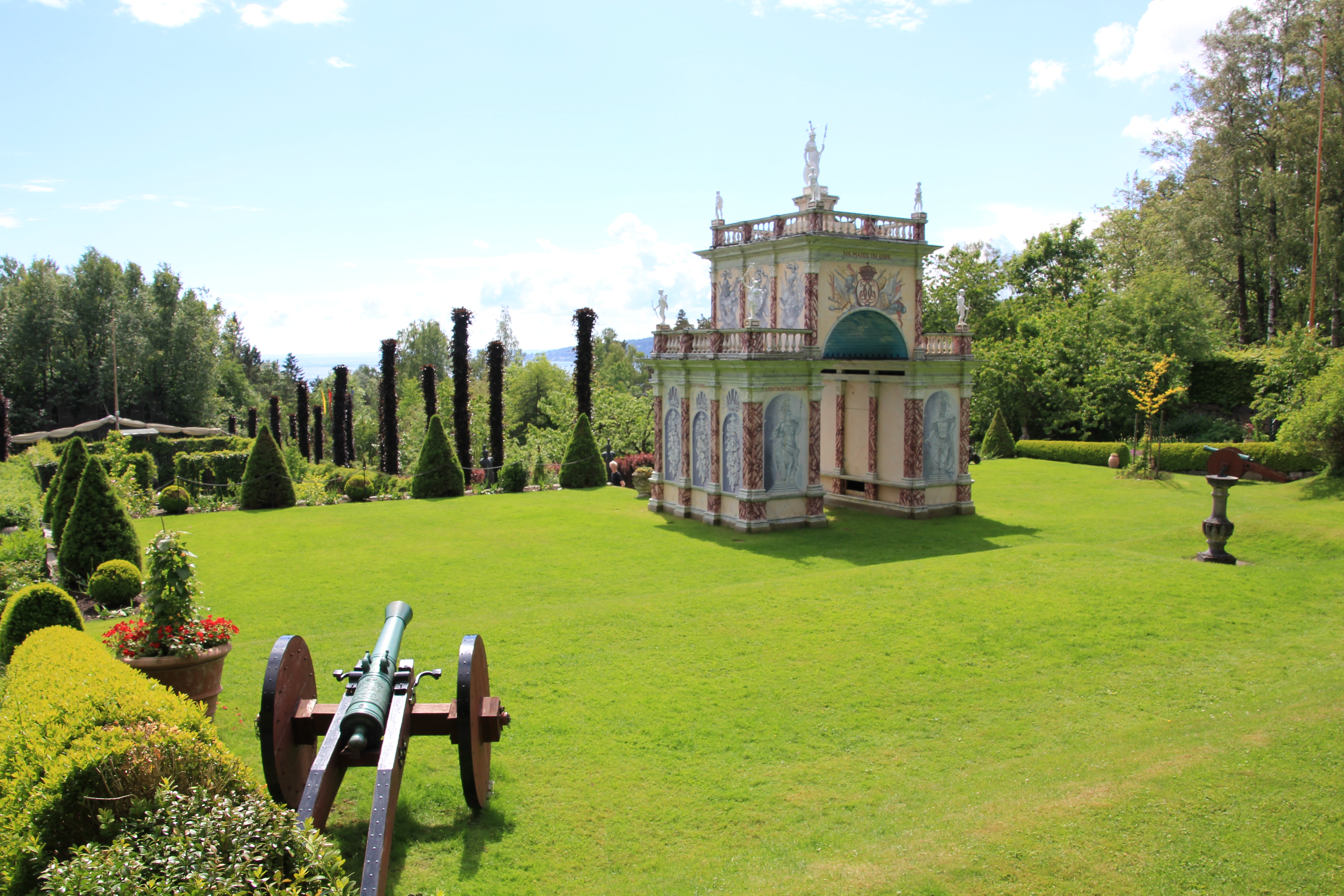
Рамме Гаард Гавлистпаркен
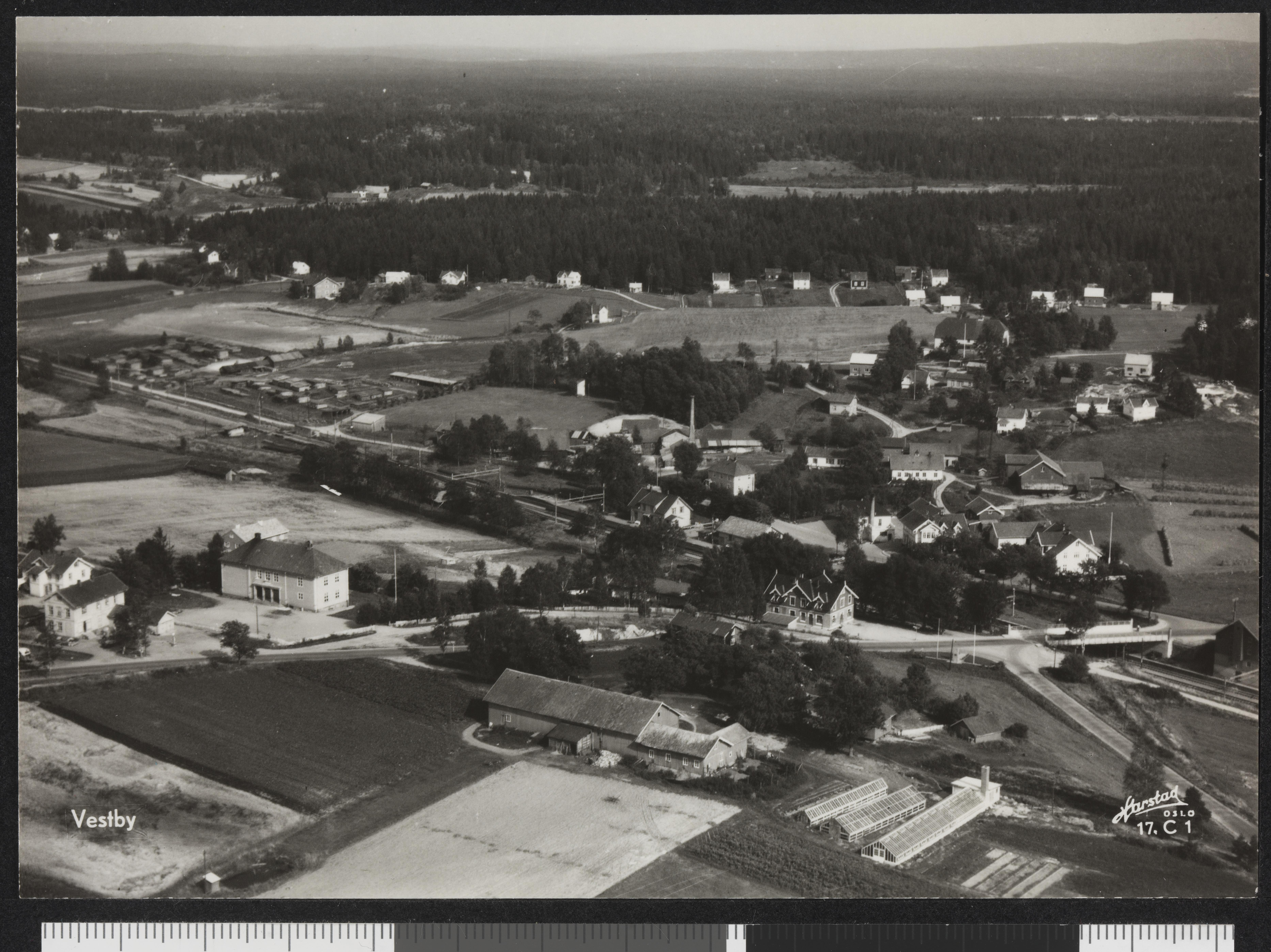
Вестбю (XX століття)